# Ojitos de Agua
Ojitos de Agua är en ort i Mexiko.   Den ligger i kommunen Villa Victoria och delstaten Mexiko, i den sydöstra delen av landet, 90 km väster om huvudstaden Mexico City. Ojitos de Agua ligger 2 585 meter över havet och antalet invånare är 167.
Terrängen runt Ojitos de Agua är kuperad åt sydost, men åt nordväst är den platt. Runt Ojitos de Agua är det ganska tätbefolkat, med 166 invånare per kvadratkilometer. Närmaste större samhälle är Amanalco de Becerra, 15,6 km söder om Ojitos de Agua. Trakten runt Ojitos de Agua består till största delen av jordbruksmark.